# Ouratea flexuosa
Ouratea flexuosa är en tvåhjärtbladig växtart som beskrevs av Henry Hurd Rusby. Ouratea flexuosa ingår i släktet Ouratea och familjen Ochnaceae. Inga underarter finns listade i Catalogue of Life.